# Campionato europeo B di football americano 2013
Il campionato europeo B di football americano 2013 (in lingua inglese 2013 American Football European Championship - Pool B), noto anche come Italia 2013 in quanto disputato in tale Stato, è stato la terza e ultima edizione del campionato europeo B di football americano per squadre nazionali maggiori maschili organizzato dalla EFAF.
Ha avuto inizio il 31 agosto e si è concluso il 7 settembre 2013 al Velodromo Maspes-Vigorelli di Milano.

## Stadi
Distribuzione degli stadi del campionato europeo B di football americano 2013
| Milano                     | Velodromo Maspes-Vigorelli (Milano) |
| Velodromo Maspes-Vigorelli | Velodromo Maspes-Vigorelli (Milano) |
| 45°28′54.69″N 9°09′28.81″E | Velodromo Maspes-Vigorelli (Milano) |
| Capacità:                  | Velodromo Maspes-Vigorelli (Milano) |
| Altitudine:                | Velodromo Maspes-Vigorelli (Milano) |
|                            | Velodromo Maspes-Vigorelli (Milano) |

## Squadre partecipanti
| Pr. | Squadra       | Data di qualificazione | Qualificata in quanto          | Ultima partecipazione |
| --- | ------------- | ---------------------- | ------------------------------ | --------------------- |
| 1   | Gran Bretagna |                        | Retrocessa dall'Europeo A 2010 | Francia 2004          |
| 2   | Danimarca     |                        |                                | Austria 2009          |
| 3   | Rep. Ceca     |                        |                                | Austria 2009          |
| 4   | Italia        |                        | Nazione organizzarice          | Austria 2009          |
| 5   | Spagna        |                        |                                | Austria 2009          |
| 6   | Serbia        |                        | Promossa dall'Europeo C 2012   | Esordiente            |

## Gironi
| Gruppo A      | Gruppo B  |
| ------------- | --------- |
| Gran Bretagna | Danimarca |
| Italia        | Rep. Ceca |
| Spagna        | Serbia    |

## Prima fase

### Risultati
| Milano 31 agosto 2013, ore 16:30 CEST Incontro 1 | Danimarca | 38 – 10 (8-7 14-0 16-0 0-3) referto | Serbia | Velodromo Maspes-Vigorelli (400 spett.) |

| Milano 31 agosto 2013, ore 21:00 CEST Incontro 2 | Spagna | 7 – 55 (0-14 0-21 0-7 7-13) referto | Italia | Velodromo Maspes-Vigorelli (2000 spett.) |

| Arbitri: | T. Fotsch Sala P. Parsons Toscano P. Thom Camossa S. d'Amato |

|                                                            |           | |
| Dedić 3':56" Q2 (FG) 29yd Josović 11':33" Q3 (TD) 65yd run | Marcatori | Hruboň 4':11" Q1 (FG) 18yd Hruboň 9':13" Q3 (FG) 35yd J. Dundáček 10':54" Q4 (TD) 8yd run Hruboň Q4 (pat) |

| Milano 2 settembre 2013, ore 21:00 CEST Incontro 4 | Gran Bretagna | 58 – 6 (29-0 22-6 0-0 7-0) referto | Spagna | Velodromo Maspes-Vigorelli (450 spett.) |

| Arbitri: | Wahl P. Parsons Scrignani P. Thom S. d'Amato J. Nogues Smith |

|  |           | |
|  | Marcatori | Andersen 4':32" Q1 (FG) 25yd S. Frederiksen 1':57" Q1 (TD) 36yd pass from Jensen Fromberg Q1 (pat) Jensen 7':30" Q2 (TD) 2yd run Fromberg Q2 (pat) Klixbüll 6':27" Q3 (TD) 6yd pass from Jensen Fromberg Q3 (pat) Klixbüll 11':54" Q4 (TD) 15yd pass from Jensen Fromberg Q4 (pat) Andersen 0':49" Q4 (FG) 24yd |

| Milano 4 settembre 2013, ore 21:00 CEST Incontro 6 | Italia | 20 – 16 (3-0 3-3 0-6 14-7) referto | Gran Bretagna | Velodromo Maspes-Vigorelli (3500 spett.) |

### Classifiche
Nelle tabelle: % = Percentuale di vittorie; G = Incontri giocati; V = Vittorie; P = Pareggi; S = Sconfitte; PF = Punti fatti; PS = Punti subiti; DP = Differenza punti.

#### Girone A
| Squadra       | %     | G | V | P | S | PF | PS  | DP   |
| ------------- | ----- | - | - | - | - | -- | --- | ---- |
| Italia        | 1.000 | 2 | 2 | 0 | 0 | 75 | 23  | +52  |
| Gran Bretagna | .500  | 2 | 1 | 0 | 1 | 74 | 26  | +48  |
| Spagna        | .000  | 2 | 0 | 0 | 2 | 13 | 113 | -100 |

#### Girone B
| Squadra   | %     | G | V | P | S | PF | PS | DP  |
| --------- | ----- | - | - | - | - | -- | -- | --- |
| Danimarca | 1.000 | 2 | 2 | 0 | 0 | 72 | 10 | +62 |
| Rep. Ceca | .500  | 2 | 1 | 0 | 1 | 13 | 43 | -30 |
| Serbia    | .000  | 2 | 0 | 0 | 2 | 19 | 51 | -32 |

## Finali

### Finale 5º - 6º posto
| Milano 7 settembre 2013, ore 10:00 CEST Incontro 7 | Spagna | 0 – 30 (0-7 0-10 0-13 0-0) referto | Serbia | Velodromo Maspes-Vigorelli (200 spett.)\| Arbitro: \| Smith \| |
| Arbitro:                                           | Smith  |                                    |        |                                                                |

### Finale 3º - 4º posto
| Arbitri: | Fotsch Klimes Kobilarov Toscano S. d'Amato Slajocevic J. Nogues |

| |           | |
| J. Daley 7':57" Q1 (TD) 31yd pass from F. Boyle K. Cutlan Q1 (pat) J. Daley 7':24" Q2 (TD) 53yd pass from F. Boyle J. Daley Q2 (pat) D. Conroy 1':21" Q2 (TD) 18yd pass from F. Boyle J. Daley Q2 (pat) J. Daley 11':07" Q4 (FG) 36yd | Marcatori | Víšek 3':05" Q1 (TD) 12yd pass from J. Dundáček Hruboň Q1 (pat) Hruboň 9':04" Q2 (FG) 46yd Hruboň 4':08" Q3 (FG) 39yd |

### Finale
| Milano 7 settembre 2013, ore 20:00 CEST Incontro 9 | Italia | 29 – 49 (7-14 12-14 7-7 3-14) referto | Danimarca | Velodromo Maspes-Vigorelli (4000 spett.)\| Arbitro: \| Wahl \| |
| Arbitro:                                           | Wahl   |                                       |           |                                                                |

## Campione
| Campione Danimarca promossa nel Campionato europeo A di football americano 2014 in Austria. |